# Індерборський
Індербо́рський (каз. Индербор) — селище у складі Індерського району Атирауської області Казахстану. Адміністративний центр та єдиний населений пункт Індерборської селищної адміністрації.
У радянські часи, з 1938 року, селище мало статус смт.
Населення —  (2021; 12915 у 2009, 11433 у 1999,  у 1989).